# Tricalysia erythrospora
Tricalysia erythrospora là một loài thực vật thuộc họ Rubiaceae. Đây là loài đặc hữu của Sri Lanka.